# 亀山郁夫
亀山 郁夫（かめやま いくお、1949年2月10日 - ）は、日本のロシア文学者、翻訳家。名古屋外国語大学学長、東京外国語大学名誉教授。日本芸術院会員。

## 経歴
出生から修学期
1949年、栃木県宇都宮市に生まれた。栃木県立宇都宮高等学校を経て、東京外国語大学外国語学部ロシア語学科に進学。卒業後は、同大学大学院外国語学研究科に進み、修士課程を修了。東京大学大学院人文科学研究科に進み、博士課程を単位取得退学。
ロシア文学研究者として
1977年、日本学術振興会奨励研究員に採用された。1978年に天理大学外国語学部助手となり、後に講師、助教授に昇格。1984年より1年間、日本学術振興会の派遣でソ連科学アカデミー世界文学研究所で在外研究。1987年、同志社大学法学部助教授に就いた。1990年、東京外国語大学外国語学部助教授に転じ、後に教授昇格。1991年からNHKでテレビ『ロシア語会話』の講師を務めた(2000年まで)。1994年から1995年、国際交流基金の派遣でロシア科学アカデミー世界文学研究所で在外研究。2005年より東京外国語大学附属図書館長。2007年9月、国立大学法人東京外国語大学学長に就いた。2013年3月に東京外国語大学学長を退任し、4月に名古屋外国語大学学長に就いた。
2017年4月1日に日本ドストエフスキー協会を設立し、初代会長に就任。2019年：日本藝術院会員に選出。2021年4月、世田谷文学館第3代館長に就任した。

### 委員・役員ほか
- 朝日賞選考委員(2008年～2016年)
- ドゥマゴ文学賞選考委員(2016年～)
- 大伴家持文学賞選考委員(2017年～)

## 受章
- 1998年：木村彰一賞 を受賞。『破滅のマヤコフスキー』に対して。
- 2002年：第29回大佛次郎賞を受賞。『磔のロシア スターリンと芸術家たち』に対して。
- 2007年：毎日出版文化賞特別賞を受賞。ドストエフスキー『カラマーゾフの兄弟』の翻訳に対して。
- 2008年：プーシキン・メダル（英語版）を授与。ドストエフスキー『カラマーゾフの兄弟』の翻訳に対して。
- 2013年：2012年度（第64回）読売文学賞研究・翻訳賞を受賞。『謎とき「悪霊」』に対して
- 2021年：「ドストエフスキーの星」勲章
- 2024年：第10回日本ロシア文学会大賞を受賞。

## 研究内容・業績
専門はロシア文化・ロシア文学。ソ連時代の芸術や文化、特にドストエフスキーについて論評・訳書を多く著している。
NHKテレビ『ロシア語会話』ほかへの出演
「ロシア語会話」講師退任後も、ハイビジョンスペシャル「知られざるロシア・アバンギャルドの遺産」、ハイビジョン特集「ロシア芸術　自由への道標」、『視点・論点』「ドストエフスキーと現代」、ETV特集「21世紀のドストエフスキー～テロの時代を読み解く～」「ロシア・歴史は繰り返すのか～亀山郁夫“帝国”を読み解く～」、NHK・Eテレ 100分de名著「罪と罰」「ドストエフスキー カラマーゾフの兄弟」、知るを楽しむ この人この世界「亀山郁夫 悲劇のロシア」、ザ・プロファイラー「～夢と野望の人生～2000万人を死に追いやった男　スターリン」、NHKラジオ カルチャーアワー 文学の世界 「新訳“カラマーゾフの兄弟”を読む」、NHKカルチャーラジオ「ドストエフスキー　現代へのメッセージ」等に番組出演。

## 著書

### 単著
- 『甦えるフレーブニコフ』晶文社 1989
  - 改題選書化 『甦るフレーブニコフ』平凡社ライブラリー 2009
- 『終末と革命のロシア・ルネサンス』岩波書店 1993
  - 増訂文庫版 岩波現代文庫 2009
- 『ロシア・アヴァンギャルド』岩波新書 1996
- 『破滅のマヤコフスキー』筑摩書房 1998
- 『あまりにロシア的な。』青土社 1999[4]
  - 文庫化 文春文庫 2013
- 『磔のロシア：スターリンと芸術家たち』岩波書店 2002
  - 文庫化 岩波現代文庫 2010
- 『熱狂とユーフォリア：スターリン学のための序章』平凡社 2003
- 『ドストエフスキー：父殺しの文学』日本放送出版協会(NHKブックス) 2004
- 『「悪霊」：神になりたかった男』みすず書房(理想の教室) 2005
- 『大審問官スターリン』小学館 2006
  - 文庫化 岩波現代文庫 2019[5]
- 『「カラマーゾフの兄弟：続編を空想する』光文社新書 2007
- 『ドストエフスキー：謎とちから』文春新書 2007
- 『ドストエフスキー：共苦する力』東京外国語大学出版会 2009
- 『「罪と罰」ノート』平凡社新書 2009
  - 増補選書版 平凡社ライブラリー 2023
- 『ドストエフスキーとの59の旅』日本経済新聞出版社 2010[6]
  - 改題文庫化『偏愛記 ドストエフスキーをめぐる旅』新潮文庫 2013
  - 増補版『ドストエフスキーとの旅』岩波現代文庫 2021
- 『チャイコフスキーがなぜか好き』PHP新書 2012
- 『謎解き『悪霊』』新潮社(新潮選書) 2012
- 『そうか、君はカラマーゾフを読んだのか』小学館 2014
- 『新カラマーゾフの兄弟』河出書房新社 2015[7]
- 『世界が終わる夢を見る』名古屋外国語大学出版会 2015
- 『ゴルバチョフに会いに行く』集英社 2016
- 『ショスタコーヴィチ：引き裂かれた栄光』岩波書店 2018／岩波現代文庫 2025
- 『ドストエフスキー 黒い言葉』集英社新書 2021
- 『人生百年の教養』講談社現代新書 2022

### 放送テキスト
- 『NHKスタンダード40 ロシア語』日本放送出版協会 2000
  - 普及版CDブック 2008年
- 『悲劇のロシア』日本放送出版協会(NHK「知るを楽しむ」) 2008[注釈 1]
- 『新訳「カラマーゾフの兄弟」-「父殺し」の深層 「NHKカルチャーアワー」』（日本放送出版協会） 2008[注釈 2]
- 『NHK「100分de名著」 罪と罰 ドストエフスキー』NHK出版 2013[注釈 3]
- 『NHK「100分de名著」 カラマーゾフの兄弟 ドストエフスキー』NHK出版 2019、再版 2021
- 『別冊NHK「100分de名著」 集中講義ドストエフスキー 五大長編を解読する』NHK出版 2021

### 編著、共著、共編
- 『ドストエフスキーの現在』江川卓共著、JCA出版 1985
- 『ポエジア：言葉の復活』(ロシア・アヴァンギャルド 5) 大石雅彦共著、国書刊行会 1995
- 『ファシズムの想像力』小岸昭ほか共著、人文書院 1997
- 『詩女神の娘たち』沓掛良彦・和田忠彦・沼野充義・牛島信明ほか共著、未知谷 2000
- 『現代ロシア文化』望月哲男・鈴木正美・貝澤哉・桑野隆・沼野充義・井桁貞義・西中村浩共著、国書刊行会 2000
- 『ロシア：闇と魂の国家』佐藤優との対話、文春新書 2008
- 『ドストエフスキー「悪霊」の衝撃』リュドミラ・サラスキナとの対話、光文社新書 2012
- 『村上春樹の読みかた』石原千秋・三浦雅士・藤井省三・加藤典洋共著、菅野昭正編、平凡社 2012
- 『ロシア革命100年の謎』沼野充義との対話、河出書房新社 2017
- 『万葉集の詩性』中西進編、角川新書 2019

寄稿「万葉集とわたし」
- 『ドストエフスキー：表象とカタストロフィ』望月哲男ほか共編、名古屋外国語大学出版会 2021
- 『総特集ドストエフスキー 生誕二〇〇年』(現代思想 2021年12月臨時増刊号) 責任編集、望月哲男ほか著、青土社 2021
- 『愛、もしくは別れの夜に』エリス俊子共編、名古屋外国語大学出版会(Artes MUNDI叢書) 2023[8]

### 訳書
- 『短編集』(キリスト教文学の世界 16) アントン・チェーホフ著、主婦の友社 1978
- 『チンギス・ハンの白い雲』チンギス・アイトマートフ著、飯田規和共訳、潮出版社 1991
- 『約束の地の奴隷：終焉のソビエトから』アレクサンドル・ドーリン（ロシア語版）著、中央公論社 1991
- 『知られざるマリーナ・ツヴェターエワ』サイモン・カーリンスキー著、晶文社 1992
- 『星の書物：東方的・詩的宇宙のヴィジョン』コンスタンチン・ケドロフ（ドイツ語版）著、渡辺雅司共訳、岩波書店 1994
- 『土台穴』アンドレイ・プラトーノフ著、国書刊行会 1997
- 『スターリンという神話』ユーリイ・ボーレフ（ロシア語版）著、岩波書店 1997
- 『驚くべきショスタコーヴィチ』ソフィヤ・ヘーントワ著、筑摩書房 1997
- 『フョードロフ伝』スヴェトラーナ・セミョーノヴァ（ロシア語版）著、 安岡治子共訳、水声社 1998
- 『愛』ウラジーミル・ソローキン著、国書刊行会 1999
  - 新装版 2023年
- 『全体芸術様式 スターリン』ボリス・グロイス著、古賀義顕共訳、現代思潮新社 2000
- 『ゲルギエフとサンクトペテルブルグの奇蹟』[9]ジョン・アードイン（英語版）著、音楽之友社 2006
- 『カラマーゾフの兄弟』(全5巻[10])ドストエフスキー著、光文社古典新訳文庫[1] 2006-2007[1]
- 『罪と罰』(全3巻) ドストエフスキー著、光文社古典新訳文庫 2008-2009
- 『悪霊』(全3巻)ドストエフスキー著、光文社古典新訳文庫 2010-2011
- 『悪霊 別巻「スタヴローギンの告白」異稿』ドストエフスキー著、光文社古典新訳文庫 2012
- 『新訳 地下室の記録』ドストエフスキー著、集英社 2013
- 『白痴』(全4巻)ドストエフスキー著、光文社古典新訳文庫 2015-2018
- 『ショスタコーヴィチとスターリン』ソロモン・ヴォルコフ著、梅津紀雄・前田和泉・古川哲共訳、慶應義塾大学出版会 2018
- 『悪魔にもらった眼鏡』チェーホフほか著、野谷文昭と共編訳、名古屋外国語大学出版会 2019年
- 『賭博者』ドストエフスキー著、光文社古典新訳文庫 2019
- 『未成年』(全3巻)ドストエフスキー、光文社古典新訳文庫 2021-2023